# Mušima
Mušima (jap. 六島) je japonský ostrov ležící ve Vnitřním moři mezi ostrovy Honšú (prefektura Hirošima) a Šikoku (prefektura Kagawa). Ostrov leží jižně od města Kasaoka v prefektuře Okajama. Je jedním ze šesti obydlených a současně i nejjižnějším z ostrovů Kasaoka. Jeho jižní pobřeží omývají přílivové proudy, mířící do a z Vnitřního moře; v těchto místech se proto jejich rychlost zvyšuje.
Na ostrově s pobřežím dlouhým 4,3 km žije 85 obyvatel. Ostrov je známý především kvůli svému majáku, který je nejstarší v prefektuře Okajama. Jeho svítilna, zřízená v roce 1922, byla v roce 1985 automatizována. Také je známý narcisy, jejichž přirozená lokalita je na východní a jižní straně hory Óišijama. Vyskytují se tam přirozeně v počtech v řádu 100 tisíc.
V roce 1977 zde byla filmována epizoda z filmové verze románu Gokumontó (獄門島, 1947), od Seišiho Jokomizoa.

## Doprava
Na ostrov denně plují dvě lodě z blízké Manabešima, v úterý a pátek pouze jedna loď.